# Antíparos
Antíparos o Andíparos es una isla griega del mar Egeo del grupo de las islas Cícladas, cercana a la isla de Paros. Su ciudad principal es Antíparos o Kastro en la punta nororiental de la isla. Está separada de la isla de Despotiko, al sudoeste, por un canal. Tiene una famosa cueva con estalactitas que fue remodelada a partir de 2018.
Su altura máxima se encuentra en Profitis Ilias (301 m) (frente a 193 m en Despotiko). Despotiko tiene, al sudoeste, la isla de Strongoli o Strogilo. Al norte de Antíparos encontramos las islas de Kavouras y Dipla. 
Su nombre clásico fue Olíaros (en latín, Oliarus) y en esta isla, según Heráclides Póntico, se había establecido una colonia fenicia de Sidón. Su historia va unida siempre a la de Paros.

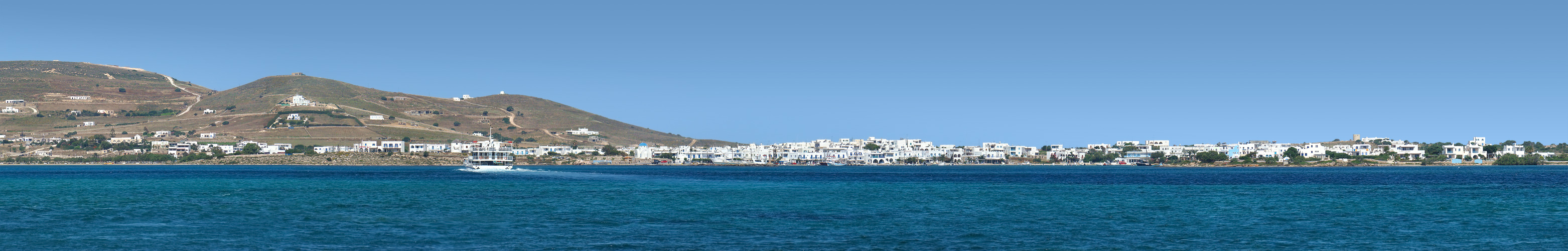
Vista panorámica de Antíparos desde Paros.